# Матрица (графика)
Матрица, клише или штампарска форма је било која површина на којој се механичким, термичким или хемијским деловањем дефинише садржај који се штампа. У поступку штампе, на матрицу се наноси боја која се под притиском преноси на папир, односно површину која се штампа. Да би нека површина била употребљена као матрица, материјал од кога је сачињена мора омогућити чување свих квалитета садржаја и после вишеструког излагања процесу штампе.